# Referéndum gubernamental de Rusia de 1993
Un referéndum gubernamental se llevó a cabo en Rusia el 25 de abril de 1993. A los votantes se les hicieron preguntas sobre la confianza en el presidente Boris Yeltsin, el apoyo a las políticas socioeconómicas del gobierno y las elecciones anticipadas tanto para la presidencia como para el parlamento. El referéndum fue convocado por el Congreso de los Diputados del Pueblo.
Tres de las cuatro preguntas fueron aprobadas por la mayoría de los votantes.

## Resultados

### Primera pregunta
¿Tiene confianza en el presidente de la Federación Rusa, BN Yeltsin?

| Opción                             | Votos       | %    |
| ---------------------------------- | ----------- | ---- |
| A favor                            | 40,405,811  | 59.9 |
| En contra                          | 26,995,268  | 40.1 |
| Votos nulos/en blanco              | 1,468,868   | –    |
| Total                              | 68,869,947  | 100  |
| Votantes registrados/participación | 107,310,374 | 64.2 |
| Source: Nohlen & Stöver            |             |      |

### Segunda pregunta
¿Apoya la política económica y social llevada a cabo desde 1992 por el Presidente y el Gobierno de la Federación de Rusia?

| Opción                             | Votos       | %    |
| ---------------------------------- | ----------- | ---- |
| A favor                            | 36,476,202  | 54.3 |
| En contra                          | 30,640,781  | 45.7 |
| Votos nulos/en blanco              | 1,642,883   | –    |
| Total                              | 68,759,866  | 100  |
| Votantes registrados/participación | 107,310,374 | 64.1 |
| Fuente: Nohlen & Stöver            |             |      |

### Tercera pregunta
¿Debería haber elecciones anticipadas para el presidente de la Federación Rusa?

| Opción                             | Votos       | %    |
| ---------------------------------- | ----------- | ---- |
| A favor                            | 32,418,972  | 48.8 |
| En contra                          | 34,027,310  | 51.2 |
| Votos nulos/en blanco              | 2,316,247   | –    |
| Total                              | 68,762,529  | 100  |
| Votantes registrados/participación | 107,310,374 | 64.1 |
| Fuente: Nohlen & Stöver            |             |      |

### Cuarta pregunta
¿Debería haber elecciones anticipadas para los diputados populares de la Federación de Rusia?

| Opción                             | Votos       | %    |
| ---------------------------------- | ----------- | ---- |
| A favor                            | 46,232,197  | 69.1 |
| En contra                          | 20,712,605  | 30.9 |
| Votos nulos/en blanco              | 1,887,258   | –    |
| Total                              | 68,832,060  | 100  |
| Votantes registrados/participación | 107,310,374 | 64.1 |
| Fuente: Nohlen & Stöver            |             |      |